# Hasta Mañana
A Hasta Mañana című dal a svéd ABBA együttes kislemeze a Waterloo című 2. stúdióalbumról. A dal eredetileg Who's Gonna Love You? címen jelent volna meg.

## A dal története
Kezdetben a csapat attól tartott, hogy a Waterloo című dal túl kockázatos ahhoz, hogy az Eurovíziós Dalversenyen részt vegyen, így helyette a Hasta Mañana című balladára szavaztak, mert úgy gondolták, hogy a dal sokkal stílusosabb a korábbi Eurovíziós daloknál. Végül a Waterloo mellett döntöttek a női vokál erőssége miatt, mivel ebben Agnetha Fältskog és Anni-Frid Lyngstad énekelnek, míg a Hasta Mañana című dalban csak Agnetha a vezető énekes.
A dalról már-már lemondtak a tagok, mert egyikük sem tudta elénekelni megfelelően. Egyedül Agnetha vállalkozott rá, hogy megpróbálkozik vele, és Connie Francis stílusában felénekli a dalt.
Ausztráliában a Hasta Mañana később jelent meg, mint a So Long című dal, ami nem volt slágerlistás helyezett, azonban 1976 márciusában a dal a The Best Of ABBA televíziós műsorban is hallható volt, így ennek hatására a dal Ausztráliában Top 20-as, míg Új-Zélandon Top 10-es sláger lett.

## Megjelenések
7"  Olaszország 
Dig-It International Records – MM 0031 
- A   Hasta Mañana – 3:05
- B  Watch Out – 3:46

## Slágerlisták
| Slágerlista (1974)                  | Legmagasabb helyezés |
| ----------------------------------- | -------------------- |
| Ausztrália Australian Singles Chart | 16                   |
| Olaszország Italian Singles Chart   | 30                   |
| Svédország Swedish Singles Chart    | 1                    |

| Slágerlista (1976)                  | Legmagasabb helyezés |
| ----------------------------------- | -------------------- |
| Új-Zéland New Zealand Singles Chart | 9                    |

## Feldolgozások
- A dalt Lena Andersson is előadta 1974-ben, amely Svensktoppen slágerlistás helyezést ért el. A dalt német és svéd nyelven is megjelentették. A dalt ugyanaz a lemezkiadó – Polar – jelentette meg, mint az ABBA dalát.[4]
- Anna Jantar[5] lengyel énekes lengyel verziója Hasta Maniana címen jelent meg 1974-ben.
- 1975-ben Judy Stone ausztrál énekes kislemezének A oldalán a saját verziója szerepelt.[6]
- 1975-ben a hongkongi Amina 阿美娜 saját változatát énekelte el.
- 1978-ban Záray Márta és Vámosi János Nekünk találkozni kellett c. albumán jelent meg a dal, Látlak-e egyszer még az életben? címmel, Hoffmann Ödön magyar szövegével. https://www.youtube.com/watch?v=71HvyVBwbeA [./Https://www.youtube.com/watch%3Fv=dvmqUvN21Ys https://www.youtube.com/watch?v=dvmqUvN21Ys]
- 1989-ben a Vikingarna nevű dance formáció változata slágerlistás helyezést ért el.
- 1992-ben a svéd Army Of Lovers saját változata megjelent a svéd kiadású válogatáson az ABBA – The Tribute címűn, valamint az 1999-ben megjelent ABBA: A Tribute – The 25th Anniversary Celebration című lemezeken.[7][8]
- A belga lánycsapat Sha-Na dance változata holland szöveggel 1996-ban jelent meg.[9]
- 1998-ban a Los Grey's nevű spanyol csapat saját változata a Cosa De Locos című albumukon jelent meg.